# Karakter (film)
Pour les articles homonymes, voir Karakter.
Pour plus de détails, voir Fiche technique et Distribution.
Karakter est un film dramatique belgo-néerlandais réalisé par Mike van Diem et sorti en 1997.
Inspiré du roman homonyme ainsi que de la nouvelle Dreverhaven en Katadreuffe de Ferdinand Bordewijk, le film a obtenu l'Oscar du meilleur film en langue étrangère en 1998.

## Synopsis
À Rotterdam, dans les années 1920, Jacob Katadreuffe vit avec sa mère, Joba, dans une grande pauvreté. Son père, Dreverhaven, un notable que sa mère a toujours refusé d'épouser, ne fait rien pour faciliter l'existence de son fils, bien au contraire. Malgré les difficultés, Jacob se montre avide de connaissance, et met tout en œuvre pour réaliser son rêve, devenir avocat.

## Fiche technique
- Titre : Karakter
- Réalisation : Mike van Diem
- Scénario : Mike van Diem d'après le roman éponyme et la nouvelle Dreverhaven en Katadreuffe de Ferdinand Bordewijk
- Photographie : Rogier Stoffers
- Montage : Jessica de Koning
- Musique : Paleis van Boem
- Production : Laurens Geels
- Pays d'origine :  Pays-Bas,  Belgique
- Langue : néerlandais, anglais, allemand, français
- Genre : Drame, historique et thriller
- Format : Couleurs - son Dolby Digital - 1,85:1 - 35 mm

## Distribution
- Jan Decleir : Dreverhaven
- Fedja van Huêt : Katadreuffe
- Betty Schuurman : Joba
- Tamar van den Dop : Lorna Te George
- Victor Löw : De Gankelaar
- Hans Kesting : Jan Maan
- Lou Landré : Rentenstein
- Bernard Droog : Stroomkoning
- Frans Vorstman : Inspecteur de Bree
- Fred Goessens : Schuwagt
- Jasper Gottlieb : Jacob à l'âge de six ans
- Marius Gottlieb : Jacob à l'âge de six ans
- Pavlik Jansen op de Haar : Jacob à l'âge de 12 ans
- Marisa van Eyle : Jiffrouw Sibculo
- Jos Verbist : Brigadier

## Récompenses et distinctions
Entre autres :
- Academy Awards, États-Unis 1998
  - Oscar du meilleur film en langue étrangère
- Festival du film néerlandais 1997
  - Golden calf du meilleur film
- Festival de Cannes 1997 - Semaine de la Critique : grand Rail d'or
- Festival du film de Paris 1998
  - Meilleur acteur : Jan Decleir
  - Grand prix : Mike van Diem